# ŽNK Slavonka Vrbova
ŽNK Slavonka je ženski nogometni klub iz Vrbove (Brodsko-posavska županija, Republika Hrvatska).

## Povijest
Ženski nogometni klub Slavonka osnovan je 2009. godine u Vrbovi.